# Nitěnka obecná
Nitěnka obecná je máloštětinatec žijící v organicky znečištěné a hnijící mírně proudící až stojaté vodě. Může přežívat i v akváriích. V hojném počtu se vyskytuje zejména pod městskými stokami. Žije zavrtaná hlavou v bahnitém dně silně znečištěných vod, dýchá zadním koncem těla, který je vysunut do vodního sloupce. Živí se organickými zbytky a bakteriemi z bahna.
Tělo má díky hemoglobinu zbarvené do červena. V přední části těla je několik článků spojeno v opasek, ten je důležitý pro rozmnožování nitěnek. Pohybuje se pomocí drobných štětinek na článcích těla.
Existují dva poddruhy:
- Tubifex tubifex blanchardi Vejdovský, 1891;
- Tubifex tubifex tubifex (Müller, 1774).

## Galerie

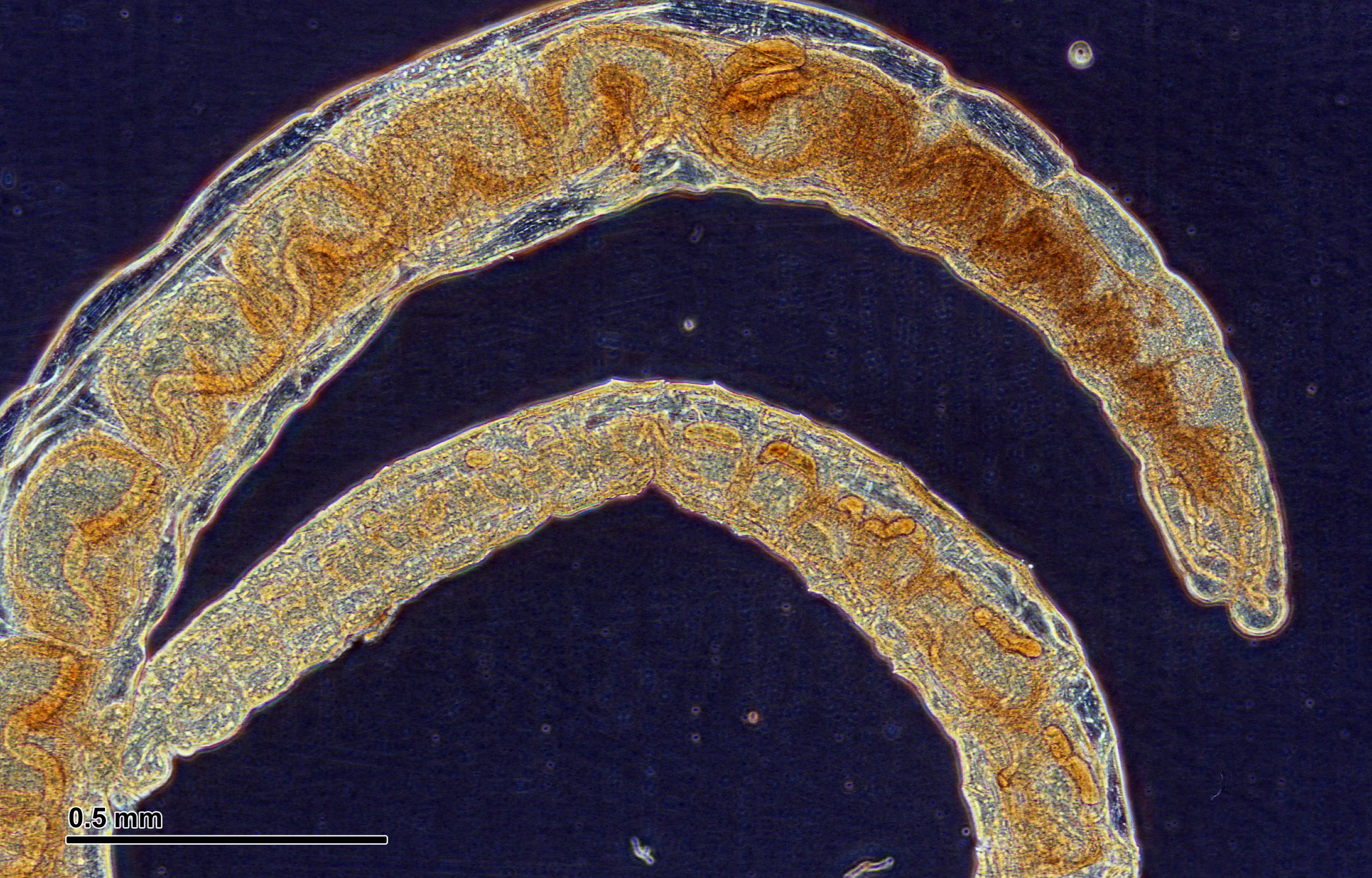
Pohled pod mikroskopem
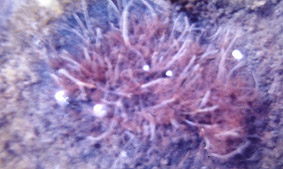
Nitěnky – kolonie v řece